# 사카키바라 야스카쓰
사카키바라 야스카쓰(榊原康勝)는 에도 시대 전기의 무장, 다이묘이다. 고즈케 다테바야시번 제2대 번주를 지냈다. 사카키바라 가 제2대 당주. 도쿠가와 사천왕 중 한사람이자 다테바야시 선대 번주 사카키바라 야스마사의 차남이다.
| 전임 사카키바라 야스마사 | 제2대 다테바야시번 번주 (사카키바라 가문) 1606년 ~ 1615년 | 후임 사카키바라 다다쓰구 |